# Comostola hyptiostega
Comostola hyptiostega är en fjärilsart som beskrevs av Louis Beethoven Prout. Comostola hyptiostega ingår i släktet Comostola och familjen mätare. Inga underarter finns listade i Catalogue of Life.